# Аспра (Марамуреш)
Аспра (рум. Aspra) насеље је у Румунији у округу Марамуреш у општини Вима Мика. Oпштина се налази на надморској висини од 502 m.

## Становништво
Према подацима из 2002. године у насељу је живело 60 становника, од којих су сви румунске националности.